# Txetxúlino
Txetxúlino (en rus: Чечулино) és un poble de l'óblast de Nóvgorod, a Rússia, segons el cens del 2010 tenia 2.178 habitants.